# Schlitzgrube
Eine Schlitzgrube (englisch slit-shaped pit) ist eine häufig vorkommende archäologische Fundgattung. Es handelt sich dabei um Erdaushebungen von 2 bis 3 m Länge und zumeist maximal 0,5 m Breite und einer Tiefe von 0,44 bis 1,3 m, so in Rosenburg, Niederösterreich, aber auch Schlitzgruben mit einer Tiefe von 1,6 m wurden gefunden. Dabei waren die Gruben keil- oder V-förmig. Da Schlitzgruben meist fundarm sind, lässt sich keine eindeutige Deponierungsstruktur erkennen.
Auch eine Datierung ist schwierig. Generell sind Schlitzgruben seit der Bandkeramik bekannt und lassen sich so ins Neolithikum datieren. Schlitzgruben wurden z. B. nahe dem bandkeramischen Siedlungsareal in Kirchheim unter Teck in Baden-Württemberg gefunden. Neue Entdeckungen belegen sogar endmesolithische Schlitzgruben, insbesondere in Frankreich.

## Hypothesen über die Funktion der Schlitzgruben
Hinsichtlich ihrer Funktion gibt es verschiedene Hypothesen und mehr oder weniger stützende Belege. eine Grobe Gliederung ließe sich vornehmen in:
- Lagerungs- und Aufbewahrungsort, zur passageren Bevorratung: etwa für Nahrungsmittel (Fleisch), Lehm, Fernwaffen;
- Funktionsgruben, etwa zur Ledergerbung, zum Weben;
- Opferplätze, zur Einbringung von Objekten zu spirituellen Zwecken;
- Fallensysteme, etwa zur Tierjagd;
- Latrinensysteme.

Lehner vermutete 1912 bzw. 1917, dass in Schlitzgruben Fleisch kühl gelagert wurde oder die Nutzung als Wildfalle.
Des Weiteren existieren Theorien, die besagen, Schlitzgruben seien Latrinen, Lehmgruben der Töpfer oder Lagerplätze für Pfeil und Bogen.
Buttler und Haberey (1936) hielten eine Verwendung als Gerbgrube für wahrscheinlich. Diese Hypothese ist nicht unwidersprochen:
In keiner der untersuchten Schlitzgruben fanden sich im Erdmaterial Hinweise auf Gerbstoffe. Ferner zeigte sich, dass Lößböden das eingefüllte Wasser nicht ausreichend halten können. Zur Herstellung des gegerbten Leders aus Häuten und Fellen werden üblicherweise die Rohmaterialien idealerweise waagerecht in die Gerberlohe eingelegt, damit eine gleichmäßige Verteilung der Gerbmittel erreicht wird. Ein vertikales Einbringen etwa in eine Schlitzgrube, würde bedeuten, dass sich die hochkonzentrierte Lohe am Schlitzgrubenboden sammelte, an der Grubenöffnung hingegen wäre sie stark verdünnt.
1989 formulierte Gronenborn die Hypothese, dass Schlitzgruben als Webgruben gedient haben könnten. Vladar und Lichardus’ (1968) Theorie, Schlitzgruben seien Opfergruben, wobei sie die Lengyel-Kultur in Fokus hatten, wurde 1973 von van der Velde abgelehnt.

## Vorkommen in den neolithischen Siedlungen
Da Schlitzgruben nicht in jeder neolithischen Siedlung vorhanden waren, sondern nur in einigen, und dann öfter in größerer Zahl, kann man von der Verwendung in einem speziellen Wirtschaftszweig ausgehen. Denkbar wäre, dass Tierfelle in ihnen gelagert wurden (Urinbad, um Haare zu entfernen), oder der eigentliche Gärprozess der Lohgerbung darin stattfand. Dafür spricht auch die häufig siedlungsferne Lage (Indiz für Geruchsbelästigung beim Gerben).
Als Argument für die Verwendung als Webgruben wurde von Gronenborn die stilisierte Darstellung einer webenden Person auf einer hallstattzeitlichen Urne herangezogen. Die Kettfäden des Webstuhls hängen weit unter die Standfläche der webenden Person in eine Grube. Entsprechende Webstuhlkonstruktionen sind denkbar.
Analysen wiesen Phosphatanreicherungen an begrenzten Stellen des Grubenbodens nach. Dies spricht sowohl gegen die Theorie der Latrine – dort müssten die Phosphatanreicherungen viel höher sein – als auch gegen die Verwendung als Webgrube, da dort keine Phosphatanreicherung zu erwarten wäre.